# The Faith
The Faith war eine US-amerikanische Hardcore-Band aus Washington, die zum Umfeld von Dischord Records gehörte.

## Bandgeschichte
Die Band gründete sich im Sommer 1981. Daran beteiligt waren Alec MacKaye, ehemaliger Sänger der Untouchables, und Michael Hampton von State of Alert an der Gitarre. Nachdem ein Demo eingespielt wurde, erschien eine Split-LP mit Void auf Dischord Records. Das Album enthielt den Song You’re X’d, der die Straight-Edge-Philosophie von MacKayes älteren Bruder Ian (Minor Threat, Dischord Records) aufgriff.
1983 erschien eine EP namens Subject to Change, die von Ian MacKaye produziert wurde. Mit einem zweiten Gitarristen übernahm die Band melodiösere Lieder. Wenige Monate nach der Veröffentlichung löste sich die Band auf und drei der fünf Mitglieder gründeten zusammen mit Ian MacKaye die Band Embrace. Gitarrist Eddie Janney schloss sich Rites of Spring an und gründete später mit Michael Hampton One Last Wish. Alec MacKaye sang später bei Ignition und The Warmers.

## Diskografie
- 1982: Split-Album mit Void (Dischord Records)
- 1983: Subject to Change (EP, Dischord Records)